# Mayer Schorr
Mayer Schorr (în ebraică מאיר שור, Meir Shor; n. 11 octombrie 1856, Fălticeni, Moldova – d. 24 decembrie 1913, Viena, Austro-Ungaria) a fost un cantor (hazan) evreu austro-ungar, originar din Moldova care a devenit prim-cantor al Sinagogii ortodoxe polone din Viena. S-a distins prin vocea de bariton și prin cântecele sinagogale așkenade pe care le-a compus.

## Biografie
Mayer Schorr s-a născut în 1856 la Fălticeni, în Principatul Moldovei, ca fiu al cantorului evreu Baruch Schorr, care i-a fost și dascăl. La 19 ani, în 1877, a fost numit, la rândul său, cantor în comunitatea din evreiască din Tzanz (Nowy Sącz) din Galiția, în Regatul Galiției și Lodomeriei (teritoriu aparținând coroanei austriece în cadrul Imperiului Austro-Ungar. În acea perioadă s-a perfecționat acolo în studii talmudice. În 1881 s-a stabilit în zona maghiară a Imperiului (Regatul Ungariei), fiind vreme de un deceniu cantor al comunității evreiești ortodoxe din Oradea, pe atunci în regiunea Partium sau vestul Transilvaniei. Acolo s-au născut primii sai copii, inclusiv Friedrich, care a devenit mai târziu un însemnat cântăreț austro-american de operă (1889-1953).
În 1893 a fost ales prim-cantor al „Sinagogii polone” (Di Polnișe Șil) Beit Israel, recent înființată în Leopoldsgasse nr. 29 în cartierul II din Viena. În 1897 a fost definitivat pe post și apoi a servit în această funcție până la moartea sa în 1913.
Din cauza calității vocii sale (s-ar putea să fi urmat lecții de canto cu Joseph Gansbacher) i s-a propus să cânte și pe scene laice, dar a refuzat. Mayer Schorr a îndeplinit și funcția de vicepreședinte al Asociației hazanilor din Austro-Ungaria   și a contribuit mult la reînvierea stilului cantoral „est-european” în sinagogile din capitala Imperiului.
Schorr a murit la Viena în 1913 la 56 ani și a fost înmormântat la Cimitirul evreiesc vechi din Viena în perimetrul Cimitirului Central al orașului. 
A lăsat soția, Bertha, și cinci fii:Gyula, Dezső, Friedrich, Maximilian și Eugen. 

## Creații
- 1868 - Prima culegere de cântece sinagogale (hazanut)
- 1902 - Halel vezimra - culegere de cântece sinagogale
- 1900 - 1905 - A înregistrat discuri al companiei Columbia, acompaniat de corul mixt al Sinagogii polone, dirijat de Aaron Terner.

## Discografie
- Aresches Sefosenu, Columbia E 374; also issued as 41124
- Weschomeru: Kiddusch lerosch haschonoh, Columbia E 375; also issued as 41129
- Haschkiwenu, Columbia E 376; also issued as 41126
- Ki attoh schaumea kol schafor (Schorr), Columbia 41125
- Hinneni heuni (Schorr), Columbia 41128